# Liste von Sprichwortforschern und -sammlern

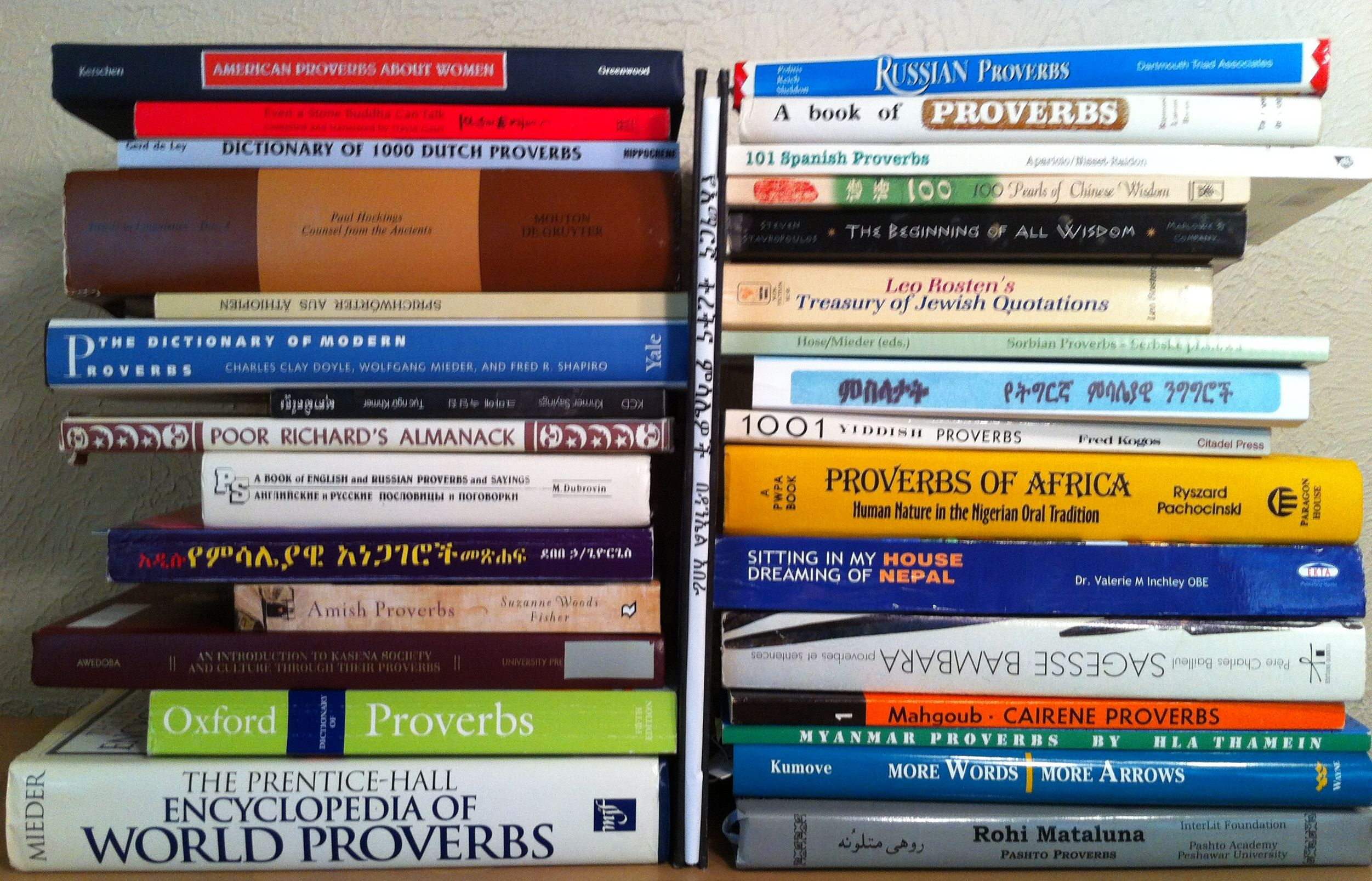

Die Liste von Sprichwortforschern und -sammlern enthält Persönlichkeiten, die bedeutende Beiträge zur Erforschung und Sammlung von Sprichwörtern und Redensarten geleistet haben oder Namen, die mit verbreiteten Sammlungen verbunden sind, insbesondere im deutschen Sprachraum. Ein Schwerpunkt der Liste liegt auf historischen Sammlungen. Die folgende nach Sprachen sortierte Übersicht ist weit gefasst, sie erhebt keinen Anspruch auf Aktualität oder Vollständigkeit.

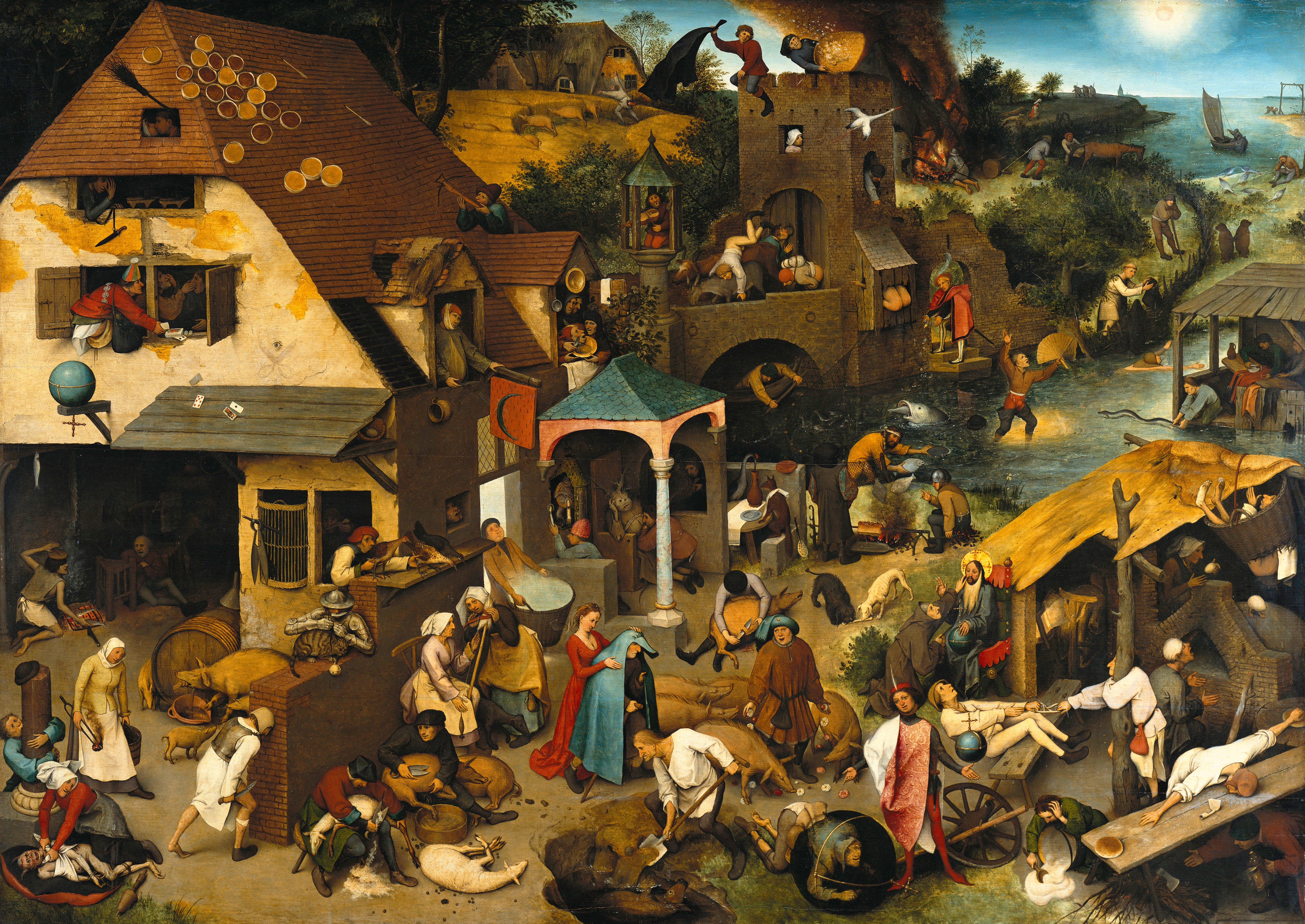
Die niederländischen Sprichwörter

## Personen

### Abchasisch
- Dmitri Iossifowitsch Gulia

### Adygheisch
- M. A. Kumachow
- A. K. Schagirow

### Akkadisch
- N. B. Jankowskaja

### Amerikanisch
- David Kin
- Wolfgang Mieder
- Archer Taylor
- Bartlett Jere Whiting

### Arabisch
- Aḥmad Ibn-Muḥammad al-Maidānī
- Mufaddal ibn Salama
- Albert Socin
- Paul Lunde
- Justin Wintle
- John Lewis Burckhardt
- Chehade Seif-El-Dine
- Grigori Schamilewitsch Scharbatow

### Aschanti
- Robert Sutherland Rattray

### Birmanisch
- Hla Pe

### Chinesisch
- Herbert Allen Giles
- Clifford H. Plopper
- Arthur Henderson Smith
- Duanzheng Wen 温端政

### Dänisch
- Evald Tang Kristensen

### Darginisch
- M.-S. O. Osmanow

### Deutsch
- Agricola
- Sebastian Franck
- Friedrich Petri
- Brüder Grimm
- Franz Freiherr von Lipperheide
- Karl Simrock
- Karl Friedrich Wander
- Johann Michael Sailer
- Andreas Schellhorn
- Lutz Röhrich
- Wolfgang Mieder
- Julius Wilhelm Zincgref

### Englisch
- Henry George Bohn
- E. Cobham Brewer
- William Carew Hazlitt
- William George Smith

### Finnisch
- August Valdemar Koskimies

### Französisch
- Antoine Le Roux de Lincy
- Pierre-Marie Quitard
- Pierre-Alexandre Gratet-Duplessis
- Henri de Vibraye
- Fritz Mäder

### Friesisch
- Ommo Wilts

### Griechisch
- Nikolaos G. Politēs  Νικόλαος Πολίτης
- Ernst von Leutsch
- Friedrich Wilhelm Schneidewin
- Maria Spyridonidou-Skarsouli Μαρία Σπυριδωνίδου-Σκαρσουλή

### Hausa
- George Merrick

### Hebräisch
- David Charles Gross

### Inguschisch
- A. G. Mazijew

### Irisch
- T. F. O'Rahilly

### Isländisch
- Hallgrímur Scheving
- Finnur Jonsson

### Italienisch
- Luigi Passerini

### Japanisch
- Daniel C. Buchanan
- William E. Griffis
- Mizukami, Hitoshi
- Okada, Rokuo
- K. A. Popow
- L. D. Grischeljowa

### Jiddisch
- Ignaz Bernstein
- Ingeborg-Liane Schack
- Hanan J. Ayalti
- Leo Rosten

### Kasachisch
- Kasebaiyefu

### Kölnisch
- Fritz Hönig

### Koreanisch
- Tae Hung Ha

### Kurdisch
- Kanat Kalaschewitsch Kurdojew
- Margarita Borissowna Rudenko

### Lakisch
- S. M. Chaidakow

### Lateinisch
- Erasmus von Rotterdam

### Lesgisch
- B. B. Talibow

### Lugbara
- A. T. Dalfovo

### Malaiisch
- A. W. Hamilton
- Richard Winstedt

### Maltesisch
- Joseph Aquilina

### Maori
- Aileen E. Brougham
- A. W. Ree

### Marokkanisch
- Edvard Westermarck

### Mexikanisch
- Octavio A. Ballesteros

### Mongolisch
- P. Ujanga

### Niederländisch
- Pieter Jacob Harrebomée
- Frederik August Stoett

### Norwegisch
- Ivar Aasen
- Reidar Thoralf Christiansen

### Oromo
- Tasgara Hirpo

### Paschtunisch
- Rohi Mataluna
- Edward Zellem
- M. G. Aslanow

### Plattdeutsch
- Joachim Daniel Rosenkranz (Rügen)
- Günter Petschel (Niedersachsen)
- Rudolf Eckart

### Persisch
- Simin K. Habibian
- Lawrence P. Elwell-Sutton

### Polnisch
- Iwona Bartoszewicz

### Portugiesisch
- Simin K. Habibian

- Teodor Flonta

### Russisch
- Wladimir Dal
- Moritz Michelsohn
- Fjodor Buslajew
- Wladimir Prokopjewitsch Anikin
- Grigorij Permjakow
- Wlas Schukow
- Walentin I. Simin
- A. S. Spirin
- Julius Altmann
- Iwan Klimenko
- A. M. Schigulew

### Schottisch
- Alexander Carmichael
- Alexander Hislop

### Schwedisch
- Fredrik Ström

### Schweizerdeutsch
- Otto Sutermeister

### Sizilianisch
- Giuseppe Pitrè

### Sorbisch
- Susanne Hose

### Spanisch
kastilisch / galicisch / katalanisch
- Marqués de Santillana
- Hernán Núñez, el Pinciano (Refranes o proverbios en romance)
- Juan de Mal Lara
- José María Sbarbi
- Gonzalo Correas
- Francisco Rodríguez Marín

### Sumerisch
- Edmund I. Gordon
- N. B. Jankowskaja

### Swahili
- S. S. Farsi

### Tatarisch
- A. A. Walitowa

### Tatisch
- G. Sch. Scharbatow

### Tibetisch
- Lhamo Pemba

### Tschetschenisch
- A. G. Mazijew

### Türkisch
- Celal Özcan
- Metin Yurtbaşı
- Bedriye Atsiz
- Hans Joachim Kißling
- Kerest Haig

### Turkmenisch
- B. A. Karryjew

### Usbekisch
- I. W. Borolina

### Vietnamesisch
- Nguyen Nhu Y

### Yoruba
- Isaac O. Delano
- Owe L’esin Oro

### Zulu

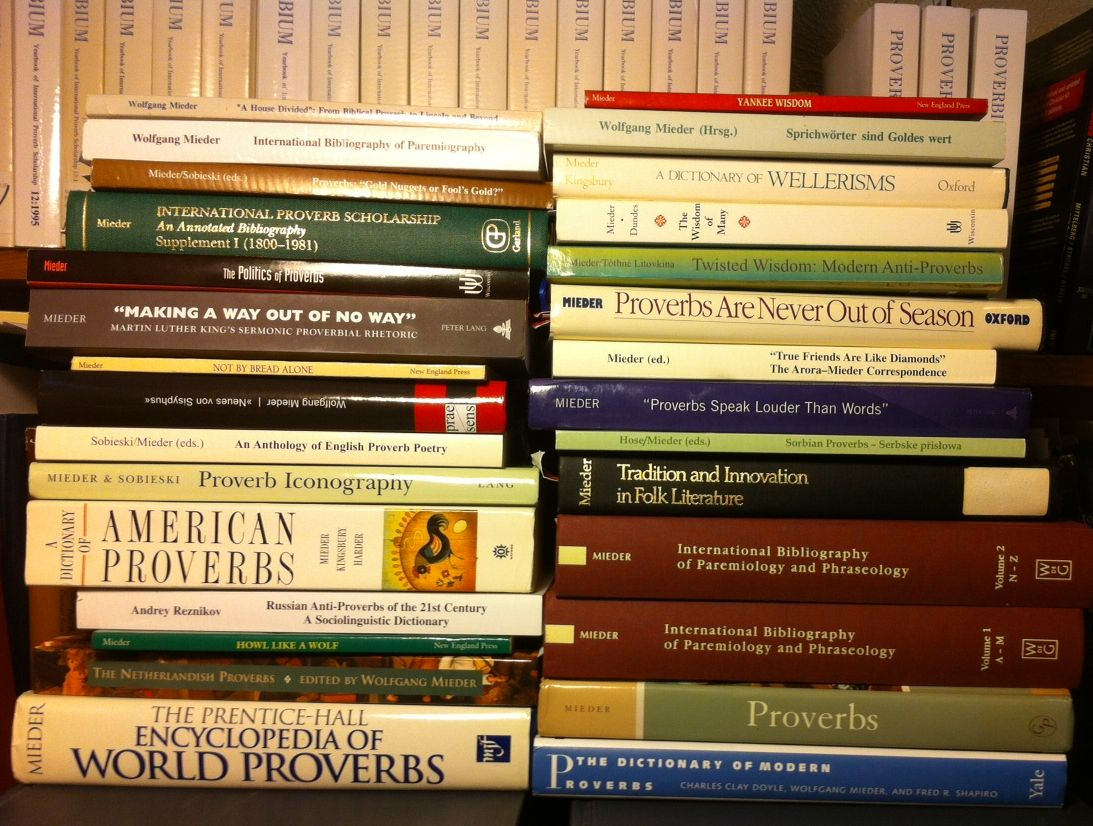

- Sol Plaatje